# ジェフ・モンソン
ジェフ・モンソン（Jeff Monson、1971年1月18日 - ）は、アメリカ合衆国の男性総合格闘家。ミネソタ州セントポール出身。アメリカン・トップチーム所属。
筋骨隆々とした骨格とパワーを持つ。全身に彫られたタトゥーとスキンヘッドが特徴のグラップラー。また、自らを共産主義者および無政府主義者だと公言し、試合後のインタビューなどでも自らの政治姿勢を語ることがある。

## 来歴
オレゴン州立大学とイリノイ大学アーバナ・シャンペーン校時代にレスリングのNCAAディビジョン1で活躍。その後、ブラジリアン柔術を学んだ。ミネソタ大学ダルース校で心理学の修士号を取得し、メンタルヘルスの専門家として働いていたが、アブダビコンバットや総合格闘技で成功すると仕事を辞め格闘技に専念した。
1997年11月21日、総合格闘技デビュー。
1999年2月、アブダビコンバット99kg未満級の決勝でサウロ・ヒベイロに勝ち、優勝。
2000年3月、アブダビコンバット99kg未満級の決勝でヒカルド・アローナに負け、準優勝。
2000年9月22日、UFC初参戦となったUFC 27でティム・レイシックと対戦し、判定勝ち。
2000年12月16日、UFC 29でチャック・リデルと対戦し、判定負け。
2001年4月、アブダビコンバットに出場。階級を上げた99kg以上級の決勝でマーク・ロビンソンに負け、準優勝。
2005年5月、アブダビコンバット99kg以上級の決勝でガブリエル・ゴンザーガに勝ち、1999年以来の優勝を果たした。
2006年4月15日、UFC 59でマーシオ・"ペジパーノ"・クルーズと対戦し、判定勝ち。
2006年5月26日、グラップリング大会L.A.SUB-Xでマーシオ・"ペジパーノ"・クルーズと再戦し、引き分けた。
2006年11月18日、UFC 65のUFC世界ヘビー級タイトルマッチで王者ティム・シルビアに挑戦し、0-3の判定負けを喫し王座獲得に失敗した。
2007年4月8日、PRIDE初参戦となったPRIDE.34にて藤田和之と対戦、チョークスリーパーで一本勝ち。
2007年9月1日、Art of Warで行われたIFAヘビー級タイトルマッチでペドロ・ヒーゾと対戦し、打撃の向上をみせストライカーのヒーゾ相手にスタンドで戦うも、パンチ連打でTKO負けを喫し王座獲得に失敗した。
2007年12月9日、フィリピンで開催されたリング・オブ・ファイヤーにジョシュ・バーネット率いるチームの一員として参戦。ハキム・ゴーラムに判定勝ち。
2008年5月18日、戦極初参戦となった戦極 〜第二陣〜で10年来の友人でもあるジョシュ・バーネットと対戦し、判定負け。
2008年11月26日にイラク戦争や貧富の差に対する抗議行動としてワシントン州議会ビルにアナーキーマーク、ピースマークなどをスプレーペインティングをしたとして、2009年1月にワシントン州から逮捕状が発行された（2009年7月に器物破損罪が確定し、通勤懲役90日および21,894ドルの損害賠償が科せられた）。
2009年1月17日、交際女性への暴力および自宅を破損させたとしてノースカロライナ州で現行犯逮捕された。
2009年4月5日、DREAM初参戦となったDREAM.8でセルゲイ・ハリトーノフと対戦し、ノースサウスチョーク（DREAMの公式記録は前方裸絞め）で一本勝ちを収めた。
2011年4月1日、Fight Timeで行われたISKA MMA世界ヘビー級王座決定戦でトニー・ロペスと対戦し、3-0の判定勝ちを収め王座獲得に成功した。
2011年6月18日、Strikeforce初参戦となったStrikeforce: Overeem vs. Werdumでダニエル・コーミエと対戦し、0-3の判定負けを喫した。
2011年11月20日、ロシアで開催されたM-1 Globalでエメリヤーエンコ・ヒョードルと対戦し、0-3の判定負けを喫した。
2012年11月15日、M-1 Challenge 35でエメリヤーエンコ・アレキサンダーと対戦し、ノースサウスチョークで一本勝ち。
2013年10月20日、M-1 Challenge 42で石井慧と対戦し、0-2の判定負け。
2015年2月21日、ロシアで開催されたOplot Challengeでウラジミール・ネポチャトフと対戦し、ノースサウスチョークで一本勝ち。この試合のファイトマネー全額を紛争のあったドンバスに寄付した。
2021年1月12日、引退を発表。

## 人物・エピソード
- タトゥーを多数彫っており、その中にはアナキズムの象徴である黒猫（サボり猫）や、共産主義の象徴である鎌と槌などもある。
- 3人の子供の父親。
- 1905年に創設された賃労働廃止などを主張する戦闘的労働組合である世界産業労働組合（IWW）の組合員でもある。
- 2007年のインタビューにおいて過去にステロイドなどの禁止薬物を服用した事があると発言した[5]。
- ロシアとの関わりが深く、ロシア連邦共産党のゲンナジー・ジュガーノフ党首やイワン・メルニコフ副党首などと一緒に笑顔で写真を撮ったことがある[6]。
- ロシアのニュース専門局「RT」で政治番組のホストを務めている。

## 政治
2015年、ロシア市民権の取得を希望する。

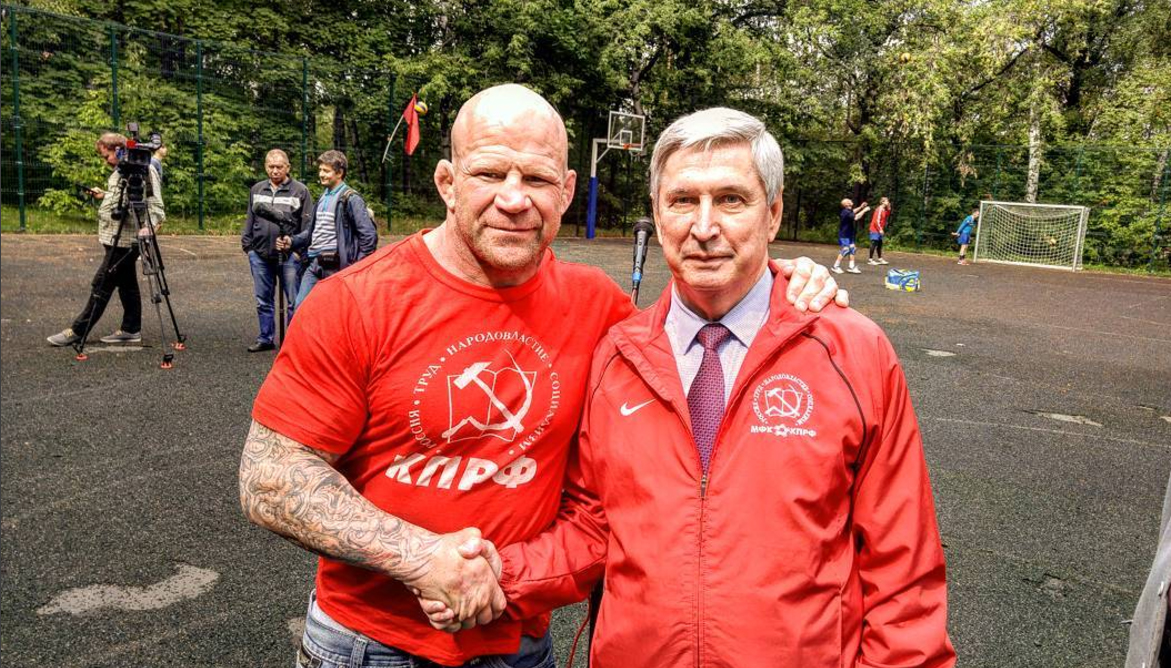
共産党のメルニコフ副党首（右）と

2016年4月初旬、社会主義を称賛してロシア連邦共産党への入党の希望を述べた動画を作成した。まもなくしてロシア連邦共産党ゲンナジー・ジュガーノフ党首から招待を受け、ロシア連邦議会の下院である国家院のジュガーノフの議員室に招かれ、ロシアと世界の共産主義について議論した。
2016年4月22日、赤の広場にあるレーニン廟で開かれたウラジーミル・レーニンの生誕を祝う式典にジュガーノフと並んで最前列で参列した。
2016年6月、ロシア連邦共産党スポーツクラブから国際協力特派大使に任命される。
2016年9月11日、紛争で苦しむ同国の人々を支援するためにルガンスク人民共和国の市民権を取得したことを公表。モンソンはルガンスク人民共和国に学校を設立している。
2016年10月、アブハジアの名誉市民となったことを公表。
2018年5月、ウラジーミル・プーチン大統領からロシア市民権を与えられた。
2018年9月9日、モスクワ郊外の町、クラスノゴルスクの市会議員に当選した。与党「統一ロシア」から順位4番の候補として議会選挙へ出馬していた。

## 戦績

### 総合格闘技
| 総合格闘技 戦績 | 総合格闘技 戦績 | 総合格闘技 戦績 | 総合格闘技 戦績 | 総合格闘技 戦績 | 総合格闘技 戦績 | 総合格闘技 戦績 |
| --------------- | --------------- | --------------- | --------------- | --------------- | --------------- | --------------- |
| 88 試合         | (T)KO           | 一本            | 判定            | その他          | 引き分け        | 無効試合        |
| 61 勝           | 5               | 36              | 19              | 1               | 1               | 0               |
| 26 敗           | 10              | 4               | 12              | 0               | 1               | 0               |

| 勝敗 | 対戦相手                         | 試合結果                         | 大会名                                                                                 | 開催年月日     |
| ○    | Alex Kardo                       | 2R 3:30 ノースサウスチョーク     | Industrials Battle in Belgorod                                                         | 2016年10月22日 |
| ×    | イヴァン・シュトルコフ           | 1R 1:01 腕ひしぎ十字固め         | Titov Boxing Promotion: Monson vs. Shtyrkov                                            | 2016年5月6日   |
| ○    | Anton Lotkov                     | 1R 1:45 ノースサウスチョーク     | Fight Stars 2                                                                          | 2016年3月19日  |
| ×    | Donald Njatah Nya                | 1R 0:50 KO（パンチ連打）         | Mix Fight Combat                                                                       | 2015年12月25日 |
| ○    | Konstantin Skrelya               | 1R 2:13 ノースサウスチョーク     | OFS: Octagon Fighting Sensation 6                                                      | 2015年11月20日 |
| ○    | Nikolay Savilov                  | 1R 5:00 失格（ゴング後の打撃）   | Shield-Peresvet 3                                                                      | 2015年9月26日  |
| ×    | Zamirbek Syrgabaev               | 5分3R終了 判定0-3                | JFC: Jashkuch Fighting Championship Fight Night                                        | 2015年9月19日  |
| ○    | デニス・コムキン                 | 5分3R終了 判定3-0                | FSC: Fightspirit Championship 2                                                        | 2015年9月6日   |
| ×    | エフゲニー・エローヒン           | 2R 4:43 TKO（パンチ連打）        | FEFoFP: Mayor's Cup                                                                    | 2015年6月6日   |
| ×    | エフゲニー・エゲムベルディエフ   | 5分3R終了 判定0-3                | Alash Pride: Royal Plaza Volume 5                                                      | 2015年4月30日  |
| ×    | DJ・リンダーマン                 | 5R 1:42 TKO（パンチ連打）        | Fight Time 24: MMA Kings 【ISKA MMA世界ヘビー級タイトルマッチ】                        | 2015年4月3日   |
| ○    | アレクサンドル・ストリャロフ     | 3R 4:29 リアネイキッドチョーク   | Octagon Fighting Sensation 3                                                           | 2015年2月28日  |
| ○    | ウラジミール・ネポチャトフ       | 1R 2:40 ノースサウスチョーク     | Oplot Challenge 108                                                                    | 2015年2月21日  |
| ○    | イリヤ・シュチェグロフ           | 2R 2:45 ノースサウスチョーク     | Eurasian Fighting Championship: Altay Great Battle                                     | 2014年11月28日 |
| ○    | エフゲニー・ビコフ               | 1R 1:16 ノースサウスチョーク     | Fight Alliance Promotions: Gladiator Fighting 2                                        | 2014年11月22日 |
| ○    | ミハイル・シェイン               | 2R 4:05 リアネイキッドチョーク   | Fight Star: Battle on Sura 2                                                           | 2014年9月21日  |
| ×    | ドミトリー・ティトコフ           | 5分3R終了 判定0-3                | Fight Star: Saransk vs. Penza                                                          | 2014年9月5日   |
| ○    | ケヴィン・ブルックス             | 1R 1:08 ノースサウスチョーク     | Fight Time Promotions: Fight Time 20                                                   | 2014年8月29日  |
| ×    | シャバン・カ                     | 1R 1:31 TKO（パンチ連打）        | M-1 Challenge 47                                                                       | 2014年4月4日   |
| ×    | Shakhmaral Dzhepisov             | 3R 4:52 KO（パンチ連打）         | International Association Diamond Fight                                                | 2014年3月22日  |
| ×    | マイク・ヘイズ                   | 3R 3:11 KO（ハイキック）         | Cage Warrior Combat 9                                                                  | 2013年11月2日  |
| ×    | 石井慧                           | 5分3R終了 判定0-2                | M-1 Challenge 42                                                                       | 2013年10月20日 |
| ×    | アレクセイ・オレイニク           | 2R 3:28 リアネイキッドチョーク   | Oplot Challenge 67                                                                     | 2013年6月20日  |
| ×    | マゴメド・マリコフ               | 2R 2:58 TKO（ドクターストップ）  | M-1 Challenge 40                                                                       | 2013年6月8日   |
| ○    | ドラジェン・フォルガク           | 2R 0:58 TKO（腕の骨折）          | SHC 7: Joannes vs. Rodriguez 【SHCヘビー級タイトルマッチ】                             | 2013年3月9日   |
| ○    | カン・ドングク                   | 5分3R終了 判定3-0                | ROAD FC 10: Monson vs. Kang                                                            | 2012年11月24日 |
| ○    | エメリヤーエンコ・アレキサンダー | 2R 3:17 ノースサウスチョーク     | M-1 Challenge 35: Emelianenko vs. Monson                                               | 2012年11月15日 |
| ○    | デニス・コムキン                 | 1R 1:58 ノースサウスチョーク     | M-1 Global: Fedor vs. Rizzo                                                            | 2012年6月21日  |
| ○    | BIG・ジム・ヨーク                | 5分3R終了 判定3-0                | Cage Fighting Championship 21                                                          | 2012年5月18日  |
| △    | シャバン・カ                     | 5分3R終了 ドロー                 | 100% Fight 11: Explosion                                                               | 2012年5月11日  |
| ○    | アレクセイ・オレイニク           | 5分3R終了 判定2-1                | M-1 Challenge 31: Monson vs. Oleinik                                                   | 2012年3月16日  |
| ×    | エメリヤーエンコ・ヒョードル     | 5分3R終了 判定0-3                | M-1 Global: Fedor vs. Monson                                                           | 2011年11月20日 |
| ○    | ポール・テイラー                 | 1R 4:20 リアネイキッドチョーク   | Sprawl n Brawl 8: Return of the Cyborg 【SNBインターナショナルヘビー級タイトルマッチ】 | 2011年10月9日  |
| ×    | ダニエル・コーミエ               | 5分3R終了 判定0-3                | Strikeforce: Overeem vs. Werdum                                                        | 2011年6月18日  |
| ○    | マロ・ペラク                     | 5分3R終了 判定3-0                | SHC 4: Monson vs. Perak 【SHCヘビー級王座決定戦】                                      | 2011年4月30日  |
| ○    | トニー・ロペス                   | 5分5R終了 判定3-0                | Fight Time 4: MMA Heavyweight Explosion 【ISKA MMA世界ヘビー級王座決定戦】             | 2011年4月1日   |
| ○    | リー・メイン                     | 1R 3:31 フロントチョーク         | Cage Fighting Manitoba 1: Monson vs. Mein                                              | 2011年1月7日   |
| ○    | セルゲイ・シュメトフ             | 1R 4:09 V1アームロック           | Israel Fighting Championship: Genesis                                                  | 2010年11月9日  |
| ○    | トラビス・フルトン               | 1R 4:40 V1アームロック           | Fight Time Promotions: Fight Time 2                                                    | 2010年10月23日 |
| ○    | デイブ・キーリー                 | 1R 1:41 ノースサウスチョーク     | KUMMA 5: Kings of the North                                                            | 2010年9月4日   |
| ○    | ジェイソン・グイダ               | 2R 3:04 チョークスリーパー       | Fight Time Promotions: Fight Time 1                                                    | 2010年8月21日  |
| ○    | ウビラタン・マリーニョ・リマ     | 5分3R終了 判定3-0                | Impact FC 1: The Uprising Brisbane                                                     | 2010年7月10日  |
| ×    | シャミル・アブドゥラヒモフ       | 5分3R終了 判定0-2                | ADFC: Battle of the Champions                                                          | 2010年5月14日  |
| ×    | トラビス・ビュー                 | 5分3R終了 判定1-2                | CFX / XKL: Mayhem in Minneapolis                                                       | 2010年4月24日  |
| ○    | フランシスコ・ノナート           | 1R 2:27 フロントチョーク         | 100% fight 2                                                                           | 2010年3月13日  |
| ○    | ジョン・ブラウン                 | 5分3R終了 判定2-1                | 5150 Combat League / XFL: New Year's Revolution                                        | 2010年1月16日  |
| ×    | ペドロ・ヒーゾ                   | 5分3R終了 判定0-3                | Bitetti Combat 4                                                                       | 2009年9月12日  |
| ○    | ジミー・アンブリッツ             | 1R 1:09 チョークスリーパー       | Total Combat 33                                                                        | 2009年7月11日  |
| ○    | セルゲイ・ハリトーノフ           | 1R 1:42 ノースサウスチョーク     | DREAM.8 ウェルター級グランプリ2009 開幕戦                                              | 2009年4月5日   |
| ○    | セルゲイ・マスロボエフ           | 2R 2:30 アナコンダチョーク       | Cage Wars: Decade                                                                      | 2009年3月29日  |
| ○    | ロイ・ネルソン                   | 5分3R終了 判定3-0                | March Badness                                                                          | 2009年3月21日  |
| ○    | リコ・ロドリゲス                 | 5分3R終了 判定3-0                | Mixed Fighting Alliance: There Will Be Blood                                           | 2008年12月13日 |
| ○    | ジミー・アンブリッツ             | 1R 1:50 ノースサウスチョーク     | Beatdown: 4 Bears Casino                                                               | 2008年10月11日 |
| ○    | マーク・ケアー                   | 1R 3:17 チョークスリーパー       | Vengeance Fighting Championship 1                                                      | 2008年9月27日  |
| ×    | ジョシュ・バーネット             | 5分3R終了 判定0-3                | 戦極 〜第二陣〜                                                                        | 2008年5月18日  |
| ○    | ハキム・ゴーラム                 | 5分3R終了 判定3-0                | PFP: Ring of Fire                                                                      | 2007年12月9日  |
| ×    | ペドロ・ヒーゾ                   | 3R 2:40 TKO（パンチ連打）        | Art of War 3 【IFAヘビー級タイトルマッチ】                                             | 2007年9月1日   |
| ○    | 藤田和之                         | 1R 6:37 チョークスリーパー       | PRIDE.34                                                                               | 2007年4月8日   |
| ×    | ティム・シルビア                 | 5分5R終了 判定0-3                | UFC 65: Bad Intentions 【UFC世界ヘビー級タイトルマッチ】                               | 2006年11月18日 |
| ○    | アンソニー・ペロシュ             | 1R 2:42 TKO（パウンド）          | UFC 61: Bitter Rivals                                                                  | 2006年7月8日   |
| ○    | マーシオ・"ペジパーノ"・クルーズ | 5分3R終了 判定2-1                | UFC 59: Reality Check                                                                  | 2006年4月15日  |
| ○    | ブランドン・リー・ヒンクル       | 1R 4:35 ノースサウスチョーク     | UFC 57: Liddell vs. Couture 3                                                          | 2006年2月4日   |
| ○    | マーク・エマニュエル             | 1R 0:58 チョークスリーパー       | Cage Warriors: Strike Force 4 【CWFCヘビー級タイトルマッチ】                           | 2005年11月26日 |
| ○    | デヴィン・コール                 | 5分3R終了 判定3-0                | X Fighting Chmpionships: Dome of Destruction 3 【XFCヘビー級王座決定戦】               | 2005年10月15日 |
| ○    | ジェイ・ホワイト                 | 1R 1:30 チョークスリーパー       | SportFight 12: Breakout 【SportFightヘビー級王座決定戦】                               | 2005年9月16日  |
| ○    | リッチ・ウィルソン               | 1R 1:56 腕ひしぎ十字固め         | Extreme Wars: X-1                                                                      | 2005年7月2日   |
| ○    | テンギズ・テドラゼ               | 1R 1:59 チョークスリーパー       | Cage Warriors: Ultimate Force 【CWFCヘビー級タイトルマッチ】                           | 2005年4月30日  |
| ○    | ジェイ・ホワイト                 | 1R 4:07 ギブアップ（右膝の負傷） | Euphoria: USA vs. World                                                                | 2005年2月26日  |
| ○    | ブライアン・ストロンバーグ       | 1R チョークスリーパー            | SportFight 8: Justice                                                                  | 2005年1月8日   |
| ○    | テンギズ・テドラゼ               | 1R 3:51 チョークスリーパー       | Cage Warriors 9: Xtreme Xmas 【CWFCヘビー級タイトルマッチ】                            | 2004年12月18日 |
| ○    | パット・スターノ                 | 2R 3:11 TKO（ボディへの膝蹴り）  | Euphoria: Road to the Titles 【ヘビー級トーナメント 1回戦】                            | 2004年10月15日 |
| ○    | カーロス・クレイトン             | 5分3R終了 判定                   | Absolute Fighting Championships: Brazil 1                                              | 2004年8月28日  |
| ○    | ドン・リチャード                 | 2R 2:25 ノースサウスチョーク     | Ironheart Crown 7: The Crucible                                                        | 2004年6月5日   |
| ○    | ジョー・ナイ                     | 1R 3:02 チョークスリーパー       | Mass Destruction 12                                                                    | 2003年8月16日  |
| ○    | マイク・デラニー                 | 1R 4:27 チョークスリーパー       | Absolute Fighting Championships 4                                                      | 2003年7月19日  |
| ×    | フォレスト・グリフィン           | 4分4R終了 判定0-3                | WEFC 1: Bring It On                                                                    | 2002年6月29日  |
| ×    | リコ・ロドリゲス                 | 3R 3:00 TKO（パウンド）          | UFC 35: Throwdown                                                                      | 2002年1月11日  |
| ○    | ローマン・ロイトバーグ           | チョークスリーパー               | AMC: Revenge of the Warriors                                                           | 2001年7月21日  |
| ×    | チャック・リデル                 | 5分3R終了 判定0-3                | UFC 29: Defense of the Belts                                                           | 2000年12月16日 |
| ○    | ティム・レイシック               | 5分2R終了 判定3-0                | UFC 27: Ultimate Bad Boyz                                                              | 2000年9月22日  |
| ○    | ボブ・ギルストラップ             | 5分3R終了 判定3-0                | AMC: Return of the Gladiators 1                                                        | 2000年7月29日  |
| ×    | デビッド・ドッド                 | 1R 0:46 腕ひしぎ十字固め         | Extreme Challenge 23                                                                   | 1999年4月2日   |
| ○    | ロジャー・ネフ                   | 5分3R終了 判定                   | Ultimate Ring Challenge 1                                                              | 1999年3月1日   |
| ×    | トム・サワー                     | 1R 3:47 チョークスリーパー       | Extreme Challenge 20                                                                   | 1998年8月22日  |
| ○    | ジョン・レンフロー               | 1R 2:45 ギブアップ（パンチ連打） | Ultimate Warrior Challenge                                                             | 1998年8月2日   |
| ○    | サイ・クロス                     | 1R 3:47 チョークスリーパー       | UFCF: Night of Champions                                                               | 1998年3月14日  |
| ○    | ルーサー・ノルベルグ             | 1R終了 判定                      | UFCF: Gladiators                                                                       | 1997年11月21日 |

### グラップリング
| 勝敗 | 対戦相手                         | 試合結果           | 大会名                          | 開催年月日    |
| △    | マーシオ・"ペジパーノ"・クルーズ | ポイント0-0        | L.A.SUB-X                       | 2006年5月26日 |
| ○    | ガブリエル・ゴンザーガ           | ポイント5-0        | ADCC 2005 【99kg以上級 決勝】   | 2005年5月29日 |
| ○    | ファブリシオ・ヴェウドゥム       | ポイント2-0        | ADCC 2005 【99kg以上級 準決勝】 | 2005年5月29日 |
| ○    | ラハディ・ファーガソン           | ポイント2-0        | ADCC 2005 【99kg以上級 2回戦】  | 2005年5月28日 |
| ○    | カリーム・バイロン               | チョークスリーパー | ADCC 2005 【99kg以上級 1回戦】  | 2005年5月28日 |

## 獲得タイトル
グラップリング
- ADCC 1999 99kg未満級 優勝（1999年）
- ADCC 2000 99kg未満級 準優勝（2000年）
- ADCC 2001 99kg以上級 準優勝（2001年）
- ADCC 2005 99kg以上級 優勝（2005年）
- ADCC 2009 99kg以上級 3位（2009年）
- 第1回ワールドレスリングゲームズ グラップリング125kg級 優勝（2007年）
- 第1回世界ノーギ柔術選手権 無差別級 優勝（2007年）
- 第1回FILAグラップリング世界選手権 ノーギ125kg級 優勝（2008年）
- 第5回FILAグラップリング世界選手権 ノーギ無差別級 優勝（2012年）

総合格闘技
- 第3代CWFCヘビー級王座（2004年）
- 初代SportFightヘビー級王座（2005年）
- XFCヘビー級王座（2005年）
- SHCヘビー級王座（2011年）
- ISKA MMA世界ヘビー級王座（2011年）
- SNBインターナショナルヘビー級王座（2011年）

## 表彰
- UFC ノックアウト・オブ・ザ・ナイト（1回）